# 凯·卡拉-弗朗斯
詹姆斯·凯维尔·「凯」·卡拉-弗朗斯（James Kaiwhare "Kai" Kara-France，1993年3月26日—），新西兰职业综合格斗家。他目前正在参加终极格斗锦标赛(UFC) 的蝇量级比赛。截至2021年12月21日，他在UFC 蝇量级排名中排名第六。 

## 背景
卡拉-弗朗斯从10岁开始练习巴西柔术。 在高中（阿尔伯特山文法学校）因身材矮小而被欺负后，他开始整体训练综合格斗。 他有部分毛利血统。 

## 综合格斗记录
| 戰績分項 |       |     |
| 34 場    | 24 勝 | 9負 |
| 擊倒     | 11    | 2   |
| 降服     | 3     | 3   |
| 判定     | 10    | 4   |
| 無效     | 1     | 1   |